# David Korner
Pour les articles homonymes, voir Korner et Barta.
David Korner, dit Barta, né le 19 octobre 1914 à Buhuși et mort le 6 septembre 1976, est un militant trotskiste franco-roumain.
Avec sa première compagne Claire Faget, il est le fondateur du groupe Barta en 1939. Il en assure la direction politique ainsi que la rédaction de son organe, La Lutte de classe, jusqu'à sa dissolution en 1950.
Il est connu comme étant l'une des inspirations politiques de Lutte ouvrière, qui a été fondée en 1956 par plusieurs anciens militants du groupe Barta.

## Biographie

### Jeunesse et premiers engagements
David Korner naît le 19 octobre 1914 dans la petite ville de Buhuși en Roumanie. D'origine juive, ses parents sont des petits commerçants.
À la fin de ses études secondaires, David Korner est actif au sein du Parti communiste roumain à Bucarest. Il y milite vraisemblablement entre 1931 et 1933, et en est membre deux ans,. Cette première activité politique l'amène à être poursuivi par la justice puisqu'il fait partie des communistes et syndicalistes jugés par un tribunal de Bucarest en répression de la grève des cheminots de Grivița de 1933. Il est condamné à une peine de 18 mois de prison.
Il se rend à Paris pour la première fois en novembre 1933. C'est sans doute là qu'il acquiert ses convictions trotskistes. Entre ce premier séjour et octobre 1936, son activité politique est partagée entre la France et la Roumanie. En France, il participe notamment à la lutte antifasciste dans le Quartier latin ainsi que dans les 13e, 14e et 15e arrondissements ; en Roumanie, il fonde le Groupe bolchevik-léniniste de Roumanie. Il fait part de l'activité de cette organisation roumaine à Léon Trotski dans deux courriers envoyés en 1936.

### Militantisme au POI et au PSOP
En 1936, la révolution sociale espagnole éclate à la suite de la tentative de coup d'État de Franco. Il décide alors de rejoindre l'Espagne aux côtés de Klara Feigenbaum, qui deviendra sa compagne, et de deux autres militants roumains. Faisant étape en France en octobre 1936, ils décident d'y rester. Cette décision est prise en raison du climat social tendu en France, où une vague de grèves et d'occupations d'usines vient d'avoir lieu en mai et juin.
Il devient membre du Parti ouvrier internationaliste (POI), qui vient d'être fondé par des trotskistes exclus de la SFIO. En 1938, il suit les conseils de Trotski aux militants français et rejoint le Parti socialiste ouvrier et paysan (PSOP) de Marceau Pivert, où il existe une tendance défendant des positions internationalistes, cet entrisme devant permettre aux trotskistes de s'implanter et de tisser des liens dans la classe ouvrière.
Avec la direction de la fraction trotskiste du PSOP, il participe à la rédaction du journal La Voie de Lénine où il signe deux articles. Aux côtés de Yvan Craipeau, Jean Rous et Daniel Guérin, il crée le « Comité pour la IVe Internationale » qui diffusera un autre journal confidentiel, appelé L'Étincelle. Ce groupe prône alors le « défaitisme révolutionnaire ».[Quand ?]
À la suite de la signature du Pacte germano-soviétique, puis de l'entrée en guerre de la France à la suite de l'invasion de la Pologne, les partis politiques communistes sont officiellement interdits et doivent continuer dans la clandestinité. David Korner, qui était déjà indisposé par l’état d’esprit « petit-bourgeois » qui régnait alors dans la IVe Internationale, va quitter le PSOP et le POI à la suite d'un désaccord personnel lors d'une réunion du parti,.

### Groupe Barta
Il crée avec sa compagne, Claire Faget alias Irène, le bulletin L'Ouvrier qui connaîtra trois numéros, dont deux édités le 15 janvier 1940. Ce journal a une faible diffusion et circule, grâce au réseau de Irène, au sein d'un petit groupe composé d'anciens jeunes de l'organisation de jeunesse du PSOP,.
Irène est ensuite arrêtée en 1940 et emprisonnée à la prison de la Petite Roquette en raison de son militantisme. Libérée au moment de l'exode de mai-juin 1940, ils quittent Paris et font étape dans l'Isère avant de revenir dans la capitale. David Korner, au gré de ses rencontres, va fonder un petit groupe trotskiste qui sera connu sous le nom de « groupe Barta » ou « groupe Lutte de classe » en rapport au nom du journal qu'il rédige. Par l'intermédiaire de cette revue ou de manifestes, comme La Lutte contre la deuxième Guerre impérialiste mondiale, se démarque la singularité de sa politique, en rupture avec les autres trotskistes français du POI. Il y exprime un refus catégorique de toute union sacrée, défend l'intention d’établir « un contact réel et étendu avec la classe ouvrière » et fait part d'une volonté de se consacrer à la propagande contre la « guerre impérialiste mondiale »,.
Après guerre, le groupe Barta, sous la direction politique de David Korner, joue un rôle important dans les grèves de 1947 chez Renault, avant de se dissoudre en 1950.

### Après 1950
Il tente en décembre 1950 de relancer une activité militante en raison de la guerre de Corée, sans succès.
Il refuse ensuite de s’impliquer lorsque Robert Barcia le contacte pour reconstruire une organisation révolutionnaire. C'est alors sans lui, mais en s’appropriant sa démarche, son exemple et en se réclamant de ses textes, que Pierre Bois, Robert Barcia et quelques autres anciens du groupe Barta créent en 1956 l'organisation Voix ouvrière, qui devient Lutte ouvrière en 1968.
David Korner s'éloigne ensuite du militantisme ainsi que de la politique et garde ses distances avec Voix ouvrière et Lutte ouvrière. Il explique ne pas s'y reconnaître dans un texte paru en 1972, qu'il complète en 1975, intitulé Mise au point concernant l’histoire du mouvement trotskiste,.